# PAX
PAX är en bokserie på 10 delar i genren urban fantasy skriven av Åsa Larsson och Ingela Korsell med illustrationer av Henrik Jonsson. Den första delen kom ut 2014 och den sista 2018.
Böckerna skildrar Alrik och Viggo som upptäcker magins värld i Mariefred när de visar sig vara valda för att beskydda stadens magiska bibliotek från mörka krafter. Parallellt tampas de med vardagslivets hinder som nyinflyttade och utstötta. Handlingen bygger på företeelser, varelser och föremål som förekommer i fornnordisk mytologi.

## Böcker i serien
| Titel      | Utgivningsår | Sidor        | Synopsis |
| ---------- | ------------ | ------------ | --- |
| Nidstången | 2014         | 144          | "I Mariefred börjar konstiga saker hända. Övernaturliga väsen väcks till liv. Bröderna Viggo och Alrik är utvalda att skydda det hemlig biblioteket som ligger under kyrkkullen. De gamla biblioteksväktarna tycker att bröderna är för unga för att vara krigare och vill sätta dem på prov. Men snart blir det farligt på riktigt och Alrik och Viggo måste vara både modiga och smarta för att överleva. Dessutom pågår en kamp på skolgården där den dryga Simon och hans gäng tror att de äger allt och alla."                              |
| Grimmen    | 2014         | 190          | "En best härjar på nätterna i Mariefred och attackerar människor i staden. Bröderna Viggo och Alrik måste stoppa den innan fler blir skadade. Är det en varulv? Och hur bekämpar man en sådan? Alrik och Viggo letar som flamingor efter information i det magiska biblioteket under kyrkkullen. Dit kommer också häxmästaren Damir försatt söka råd. Men är han verkligen att lita på?” |
| Mylingen   | 2015         | 192          | ”Utanför låter det som att någon hugger i dörren med en yxa. Det är halloween. Skolan vimlar zombier och monster. På kvällen är det fest och spökvandring. Men mitt bland alla fejkspöken finns en myling. Den har sett ut sina offer och bestämt sig försatt utkräva hämnd. Hur ska Alrik och Viggo kunna stoppa den? När de försöker ta reda på sanningen kommer de en fruktansvärd hemlighet på spåren. Samtidigt dyker en flicka upp i stan. Hon heter Iris. Och det är något som inte stämmer med henne…”                                   |
| Bjäran     | 2015         | 197          | ”Pengar, ägodelar och älskad husdjur försvinner i Mariefred och högst upp på listan av misstänkta står Alrik. Naturligtvis måste det vara en av fosterhemsungarna som är skyldig, det är nog de flesta överens om. Men vad de inte inser är att det ligger magi bakom stölderna. Någon har skapat en Björn! Och svartjäxans planer börjar långsamt att sättas i verket…” |
| Gasten     | 2015         | 197          | ” Ni … dödade … oss. Snart är det lucia, men ingen kan ana hur kusligt årets luciaframträdande kommer att bli. En oskyldig lek blir snabbt farlig när en port skapas till den andra sidan och tre gastar börjar härja i staden. Alrik och Viggo måste ta hjälp av en magikunnig person som de varken gillar eller litar på. Det gäller att bekämpa varelserna snabbt innan fler människor gastkramas till döds! Samtidigt är Simon och hans pappa drygare än någonsin. Men Viggo har fått århundradets idé, och det är äntligen dags för hämnd!” |
| Näcken     | 2016         | 199          | ”När Alriks och Viggos skola har sin årliga temadag ute på isen händer något fruktansvärt. Alrik går genom isen! Kan det vara Näcken, ett vattenväsen, som lurar under ytan? Samtidigt har det kommit en ny slottsfogde till Gripsholms slott, men det är något skumt med honom. Dessutom har pojkarnas mamma dykt upp i Mariefred... med värsta överraskningen! Och ingen kan ana vad den överraskningen kommer att föra med sig!” |
| Pestan     | 2016         | 197          | ”Är det Pestan som kommit till staden? Alriks och Viggos egen familj drabbas och de dras in i en kamp mot klockan för att finna en lösning. Samtidigt har Iris kommit på en plan för att ta reda på vem Svarthäxan är. Men planen är livsfarlig. Dessutom luktar den ruttet lik...” |
| Vitormen   | 2017         | 194          | ”I Himlabacken försvinner plötsligt ett litet barn, som om hon uppslukats av jorden. Samtidigt är Iris spårlöst borta. Kan dessa försvinnanden ha ett samband? Alrik och Viggo får hjälp från oväntat håll, men hur ska de kunna rädda någon som är i Svarthäxans klor? Och någonstans djupt under Mariefred vaknar en uråldrig fasa långsamt till liv.” |
| Maran      | 2017         | 200          | ”Det är bråttom! Bibliotekets skydd är försvagat och svarthäxan sluter ett livsfarligt avtal med mardrömmarnas drottning! Estrid hamnar i Marans våld, och det är bara korpbröderna Alrik och Viggo som kan rädda henne och hela Mariefred. Men det finns en stor fara med att gå ner i drömvärlden…” |
| Draugen    | 2018         | 251          | ”Orakelkorten förutspådde en katastrof för korpbröderna. Nu är spådomen på väg att infrias. På söndag ska Viggo och Alrik flytta. De ska bort från Mariefred och fosterföräldrarna Anders och Laylah. Allt är Iris fel, tycker Viggo. Men när Viggo plötsligt inser var kodnyckeln kan finnas tänds ett litet ljus i mörkret. Kan bröderna rädda Mariefred och världen innan svarthäxan bryter sig in i det magiska biblioteket och väcker draugen?”                                                                                             |
|            |              | Totalt: 1961 | |